# Міністерство охорони здоров'я, добробуту та спорту Нідерландів
Міністерство охорони здоров'я, добробуту та спорту (VWS) є нідерландським міністерством.
Це міністерство в першу чергу відповідає за охорону здоров'я. Це стосується, серед іншого, політики щодо лікарень, ліків, медичних витрат і лікарів загальної практики. Міністерство також відповідає за політику профілактики, превентивну медичну допомогу, громадське здоров'я та безпеку харчових продуктів. Політика соціального забезпечення, така як догляд за людьми похилого віку, молодіжна політика, соціально-культурна робота, догляд за залежними та соціальні послуги, також є частиною поля завдань. Крім того, міністерство відповідає за політику щодо спорту.

## Історія
Міністерство було засновано в 1982 році як Міністерство добробуту, охорони здоров'я та культури (WVC), продовження частин міністерств культури, відпочинку та соціальної роботи (CRM) і громадської охорони здоров'я та гігієни навколишнього середовища (Vomil).
У 1994 році культурна політика була передана Міністерству освіти, культури і науки, і Міністерство отримало свою нинішню назву. Зараз він розміщений разом з Міністерством соціальних справ і зайнятості в будівлі Castalia в Гаазі. До 1998 року міністерство розташовувалося в будівлі Hoogvoorde в Райсвійку.